# Эскадренные миноносцы типа «Нуэва-Эспарта»
Тип «Нуэва-Эспарта» (исп. Nueva Esparta Clase) — серия эскадренных миноносцев Венесуэлы 1950-х годов.

## Проект
Были спроектированы специально для службы в тропическом климате Венесуэлы и отличались наличием систем кондиционирования воздуха и сравнительно большим объёмом помещений.

## Строительство
В 1953—1956 годах на верфях фирмы «Виккерс-Армстронг» в Великобритании были построены три корабля этого типа.

## Служба
В 1960-х годах «Сулиа» и «Нуэва-Эспарта» прошли ряд модернизаций, заключавшихся в установке более современной электроники и более современного противолодочного вооружения, а «Нуэва-Эспарта» получил также пусковые установки ЗРК «Си Кэт» вместо большей части 40-мм пушек. Эсминцы типа «Нуэва-Эспарта» были сняты с вооружения ВМС Венесуэлы в 1975—1978 годах, когда в строй начали вступать более современные фрегаты типа «Лупо».

## Представители
| Название                    | Номер | Закладка     | Спуск на воду  | Вступление в строй | Судьба                   |
| --------------------------- | ----- | ------------ | -------------- | ------------------ | ------------------------ |
| Нуэва-Эспарта Nueva Esparta | D 11  | 24 июля 1951 | 19 ноября 1952 | 8 декабря 1953     | снят с вооружения в 1978 |
| Сулиа Zulia                 | D 21  | 24 июля 1951 | 29 июня 1953   | 15 сентября 1954   | снят с вооружения в 1978 |
| Арагуа Aragua               | D 31  | 29 июня 1953 | 27 января 1955 | 14 февраля 1956    | снят с вооружения в 1975 |